# Серпокрылов, Павел Яковлевич
Павел Яковлевич Серпокрылов (29 ноября 1918, Елань, Саратовская губерния — 4 октября 1995, Елань, Волгоградская область) — советский партийный и хозяйственный деятель, председатель Молотовабадского райисполкома, Сталинабадская область, Таджикская ССР. Герой Социалистического Труда (1949).

## Биография
Родился в 1918 году в крестьянской семье в селе Елань. С 1930 по 1934 года — рядовой колхозник колхоза «Спартак», с 1934 по 1939 года — рабочий-весовщик Еланского мукомольного комбината № 13. В 1939—1940 годах — заведующий складом Орджоникидзеабадского районного мукомольного комбината. В 1940—1941 годах обучался на двухгодичных юридических курсах. С 1941 по 1945 года — народный судья. В 1943 году вступил в ВКП(б). С 1945 года — заместитель, председатель райисполкома Шаартузского района, затем — Молотобадского района. В 1949—1950 годах обучался в партийной школе в Душанбе.
Будучи председателем райисполкома, занимался организацией сельскохозяйственного производства в Молотовабадском районе. Благодаря его деятельности сельскохозяйственные предприятия Молотовабадского района в целом перевыполнили план по сдаче хлопка государству на 27,4 %. Указом Президиума Верховного Совета СССР от 3 мая 1949 года удостоен звания Героя Социалистического Труда «за получение высоких урожаев хлопка при выполнении колхозами обязательных поставок и контрактации по всем видам сельскохозяйственной продукции, натуроплаты за работу МТС в 1948 году и обеспеченности семенами всех культур в размере полной потребности для весеннего посева 1949 года» с вручением ордена Ленина и золотой медали «Серп и Молот».
С 1962 года — начальник планового отдела райисполкома, затем — начальник межколхозного строительства (1966—1974), начальник управления сельского хозяйства и заместитель председателя Гиссарского райисполкома (1974—1979).
В октябре 1979 года вышел на пенсию.
Награды и звания
- Герой Социалистического Труда
- Орден Ленина
- Орден Октябрьской Революции
- Орден «Знак Почёта»
- Почётная Грамота Президиума Верховного Совета Таджикской ССР.